# Begraafplaats van Merksplas
De Begraafplaats van Merksplas is een gemeentelijke begraafplaats in de Belgische gemeente Merksplas in de provincie Antwerpen. De begraafplaats ligt aan de Kerkstraat op 240 m ten noorden van het centrum van de gemeente (Sint-Willibrorduskerk). Ze heeft een nagenoeg rechthoekig grondplan en wordt door een pad omzoomd met bomen, in twee gedeeld. 

## Belgische oorlogsslachtoffers
Aan het einde van het centrale pad bevindt zich een halfrond ereperk met in het midden een calvarieberg met kruis waarrond enkele herdenkingsstenen voor oorlogsslachtoffers staan opgesteld. 
Er staat een steen ter nagedachtenis voor de politieke gevangenen en een werkweigeraar uit de Tweede Wereldoorlog die overleden in Duitsland. Een andere steen herdenkt de leden van de 1e Poolse pantserdivisie die sneuvelden in september 1944. Een herdenkingsplaat voor Pieter Hogerheyde die op 27 augustus 1917 door de Duitse bezetter werd gefusilleerd. Voor de gesneuvelde gemeentenaren uit de Eerste Wereldoorlog werd ook een herdenkingssteen geplaatst en een steen ter nagedachtenis voor vijf leden van een weerstandsmilitie uit Schaarbeek.
Aan de buitenrand van dit ereperk liggen 91 graven van oud-strijders, gesneuvelden en burgerslachtoffer uit de beide wereldoorlogen.

## Brits oorlogsgraf
Net achter het Belgische ereperk ligt het graf van John Thould, piloot bij de Royal Air Force Volunteer Reserve. Hij sneuvelde op 13 oktober 1944.
Zijn graf wordt onderhouden door de Commonwealth War Graves Commission en staat er geregistreerd onder Merksplas Communal Cemetery.
Naast zijn graf staat een herdenkingssteen voor de Poolse generaal Stanisław Maczek, commandant van de 1e Poolse pantserdivisie dat deelnam aan het geallieerde eindoffensief in de Tweede Wereldoorlog.